# Футболно игрище
Футболно игрище е игрално поле за футбол.
Всички характеристики на игралното поле са описани в параграф 1 на приетите от Международния борд на футболните асоциации футболни правила. Доколкото исторически правилата са формулирани за пръв път в Англия и са признати от четирите британски футболни организации, включително и от IFAB, първоначално стандартните размери на футболното игрище се изразяват в имперски единици. Днес размерите му се изразяват с приблизителни метрични еквиваленти (последвани от традиционни единици в скоби), въпреки че много от англоговорещите страни като Великобритания например все още използват старите имперски мерни единици.
Дължината на игрището за международни мачове е от порядъка на 100 – 110 m, а ширината – 64 – 75 m. Игрищата за немеждународни мачове може да имат дължина 90 – 120 m и 45 – 90 m ширина, стига да не се получава квадрат.
Очертанията по дължината на полето се наричат странични линии (разг. още тъчлинии, сайдлинии), докато тези по неговата ширина – линии на вратата (разг. аутлинии). Гредата е елемент от вратата, която може да бъде (по сечение) кръгла, елипсовидна или четвъртита, но не по-дебела от 12 cm. Вратата е ограничено с две вертикални стълба и една напречна греда пространство, в което при попадане на топката се отбелязва гол. Тя има ширина 7,32 m (8 ярда) и височина 2,44 m. (8 фута). Частта от аутлинията, обособена от вратата се нарича голлиния. Вратите са с формата на правоъгълник и се поставят в средата на двете аутлинии. Средната линия е тази, която минава през центъра на игрището.
С термина наказателно поле се обозначава територията пред вратата, представляваща четириъгълник със странични линии, дълги по 16,5 m (18 ярда), всяка отстояща на 16,5 m (18 ярда) от съответната странична греда на вратата, съединени с линия, успоредна на линията на вратата. Нарушенията в тази част на игрището се наказват най-често с изпълнение на дузпа. Вратарското поле е част от наказателното и представлява четириъгълник със странични линии по 5.50 m (6 ярда), всяка отстояща на 5.50 m (6 ярда) от съответната странична греда на вратата. Дъга се нарича очертанието пред наказателното поле, което осигурява дистанцията от топката, която трябва да спазват играчите при изпълнение на дузпа. Тя представлява част от окръжност с радиус 9,15 m (10 ярда) и център точката за изпълнение на дузпа.
Централният кръг е част от игрището с радиус 9,15 m (10 ярда). Геометричният център на този кръг е и център на самото футболно игрище. Право на пръв удар се получава след теглене на жребий (най-често с ези и тура), след което играч от отбора получил правото да започне играта застава в него и осъществява първия удар по топката. Всички останали футболисти трябва да бъдат извън централния кръг, докато топката не влезе в игра.
Ъглово поле е пространството от терена, очертано дъгообразно с радиус на дъгата 1 m и център – ъгловата точка. Ъгловата дъга се очертава с радиус 1 m от ъгловата точка, където е и мястото за изпълнение на ъгловия удар (корнера). Ъгловото знаме се забива в ъгъла на игрището и е високо около 150 cm. Флагът (има се предвид оцветената част от знамето, т.е. парчето плат) има размери 40х60 cm, а дръжката на знамето е с незаострен горен връх.
Игрището може да е затревено със специално поддържана трева или да е с изкуствена трева, която не се нуждае от поддръжка. В случай, когато игрището е със синтетично покритие то трябва да е зелено на цвят. Линиите, с които се очертават границите на игрището трябва да са ярко видими (най-често бели на цвят) и с ширина не повече от 12 cm.